# Colțirea
Colțirea – wieś w Rumunii, w okręgu Marmarosz, w gminie Ardusat. W 2011 roku liczyła 455 mieszkańców.